# 救済
救済（きゅうさい、英語: salvation）は、ある対象にとって、好ましくない状態を改善して（脱して）、望ましい状態へと変える（達する）ことを意味する。宗教的な救済は、現世における悲惨な状態が宗教に帰依することで解消または改善されることも意味する。様々な宗教で極めて重要な概念であり、救済を強調する宗教は救済宗教とも呼ばれ、「救済宗教」で通常「救済」という場合は、現世の存在のありようそのものが、生及び死を越えた存在領域にあって、何らかの形で決定的に改善されることを表すのが一般である。

## 救済の型の分類
- 救済される場所による分類：来世救済型 対 現世救済型
- 救済される対象による分類：個人救済型 対 集団救済型
- 救済される方法による分類：自力救済型 対 他力救済型

救済の型には、生者や死者や魂などが天国や極楽や理想郷などの「あの世」に行く「来世救済型」と、神や仏や菩薩や救世主や理想郷などが「この世」に現れる「現世救済型」がある。また、個人単位で救済される「個人救済型」と、宗教的共同体や民族や国家や人類全体など集団単位で救済される「集団救済型」がある。また、信仰や苦行や禁欲や悟りや善行による「自力救済型」（≒「因果説型」）と、神や仏や菩薩や救世主などの恩恵や慈悲による「他力救済型」がある。

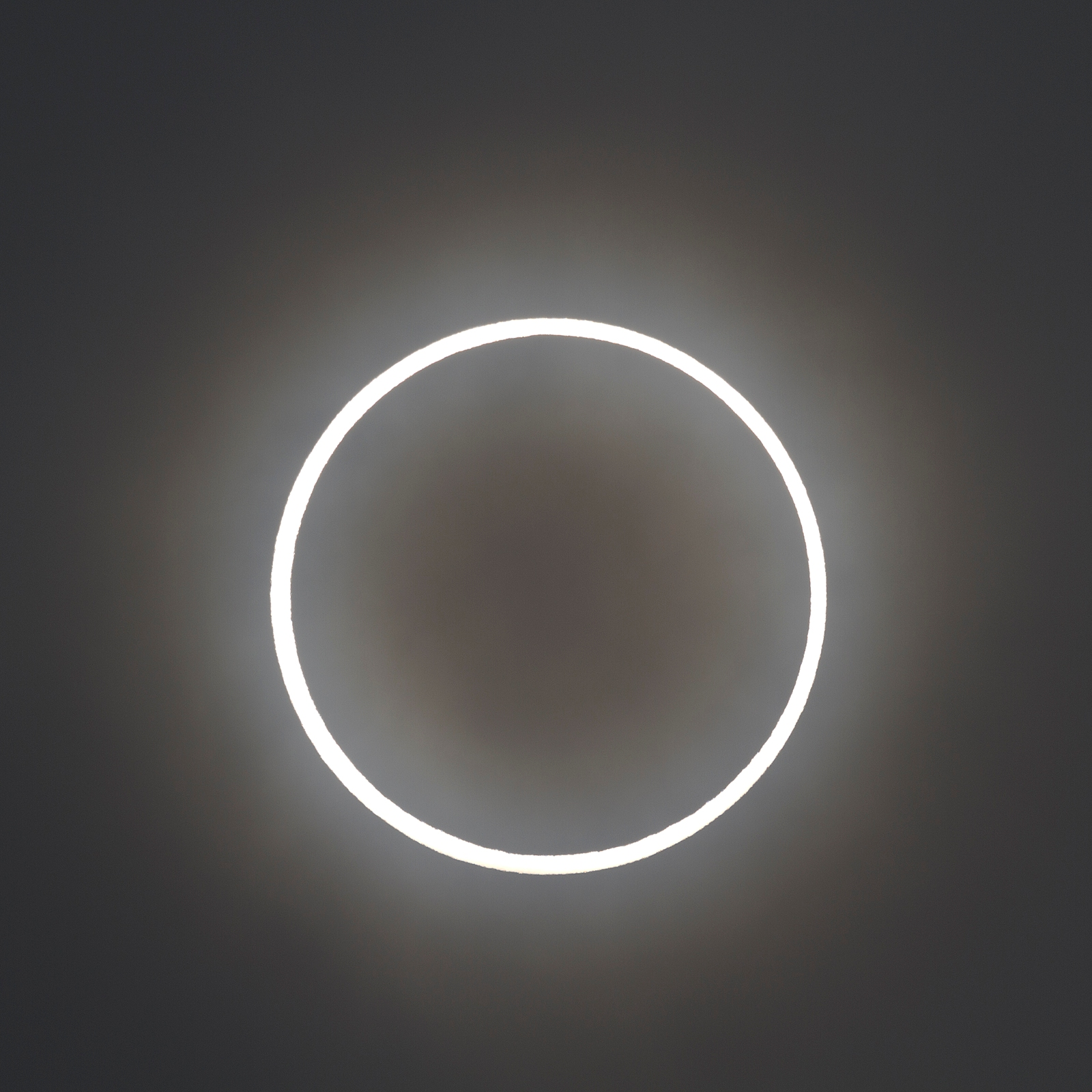
太陽と月が一つになった「金星神＝光明神」のシンボル 「オーリオール（アウレオラ/アウラ）」。

キリスト教で用いられるプロビデンスの目。この「目」は、本来、「太陽」（丸）と「月」（三日月もしくはアーモンド型）のシンボルを合成したものであり、「金星（神）」を意味する。「太陽（神）」＋「月（神）」→「金星（神）」。

## キリスト教における救済
キリスト教神学においては特に「救済論」（soteriology）の中心概念である。キリスト教は典型的な救済宗教で、キリスト教における救済とは、キリストの十字架による贖いの功績に基づいて与えられる恵みにより、信仰による罪の咎と束縛からの解放、そして死後にあって、超越的な存在世界にあって神の恩顧を得、永遠のいのちに与ることである。永遠のいのちは、時として、生物的ないのちとは種類を異にする、この世にあって持つことのできる霊的ないのちとも解釈できる。
ローマ・カトリック教会においては、罪は犯したが償える可能性の残っている者は煉獄に送られるとされる。
また、未来において世界が終末を迎えたとき、神が人々を裁くという最後の審判の観念もある。その時混乱の極みにある世界にイエスが救世主として再臨し、王座に就くとされる。死者達は墓の中から起き上がり（伝統的に火葬しなかったのはこの時甦る体がないといけない為）、生者と共に裁きを受ける。信仰に忠実だった者は天国へ、罪人は地獄 (キリスト教)へ、世界はイエスが再臨する前に一度終わるが、この時人々は救済され、新しい世の始まる希望がある。

## グノーシス主義における救済
グノーシス主義における救済とは、反宇宙的二元論の世界観より明らかなように、悪であり暗黒の偽の神が支配する「この世」を離れ、肉体の束縛を脱し、霊として、永遠の世界（プレーローマ）に帰還することを意味する。グノーシス主義では悪が肉体を形作るものの、善もまた人の体に光の欠片(魂)を埋めたという神話もある。信者は死ぬとき真の神なる父を自覚し、プレーローマへ帰ろうとするが、悪(アルコーン達)の妨げる重囲を突破しなければならない。この過程は全体から見れば、光の欠片の回収でもある。

## 仏教における救済
仏教における救済とは、個人が悟りを得て、輪廻から外れ（解脱）、苦しみの多い（本質的に苦である）この世に二度と生まれてこない（転生しない）ことである。
つまり仏教における救済とは、「輪廻転生」という、仏教がバラモン教から引き継いだ、世界の仕組みに関する「概念」（世界観）をそもそもの前提としている。
そして「輪廻転生」は、「転生」という概念を前提としている。そして「転生」は、「霊魂的な「何か」（バラモン教では「アートマン」、仏教では「因果」）の存在」という概念を前提としている。
しかしバラモン教や仏教では、そうした「転生」が輪（環）のように永続する（輪廻する）ことで、「転生」そのものは「救済」ではなく「苦」と化しており、転生の輪（環）＝輪廻から外れることを「救済」とするという、さらにひねくれた（発達した）構造となっている。
（通俗的には）悟りを啓いた者を「ブッダ」と呼び（伝統的には「仏陀」は歴史的人物としての釈迦を指す）、人間は誰でも（可能性としては）「ブッダ」になることが出来るとされる。
本来、仏教は、個人が悟りを得ることで輪廻から外れようとする、「個人救済」「自力救済」の営みから始まったものだが、大乗仏教が興ると自分のみならず他者（衆生）も救済しようという方向性が現れた。
また阿弥陀信仰や観音信仰や弥勒信仰や地蔵信仰など、仏や菩薩により救済される「他力救済」もあるが、本来の仏教の「自力救済」の論理からはありえず、西方の異教（ゾロアスター教・ミトラ教・ネストリウス派キリスト教・マニ教など）に由来する、仏教の皮を被った救世主待望思想の面が強い。
なお、弥勒菩薩は56億7000万年後に降臨するとされると通常言われているが、初期経典の記述からは５億7600万年が正しい。これは現在弥勒が転生し修行中の兜率天での天寿を計算で出したものである。
平安時代には釈迦入滅後末法の世が到来するという不安に戦乱も重なり、終末の後の救済を求める人心を反映してか浄土教が浸透していった。
こうした仏教の「他力救済」の面が、日本におけるキリスト教の受容に繋がっていることは否めない。

## 儒教における救済
儒教は、日本では儒学とも呼ばれ、一種の道徳律や政治論のようにとらえられているが、儒教は形而上的世界観をその道徳や政治の土台に置く、立派な宗教である。
儒教における救済には、個人的な側面と全体的な側面がある。
個人的な側面としては、一族の先祖をまつる祭祀儀礼がある。古代中国の世界観では、人間(の気）は天地より授かった魂魄（こんぱく）より成り（魂は精神を支える気、魄は肉体を支える気を指した）、死後、魂（こん）と魄（はく、ぱく）に分かれ、魂は上昇して天に、魄は下降して地に、行く（戻る）とされる（魄は遺体や骨とともに地に留まる・潜るゆえに、魄を保管するために土葬が行われる）。そして魂と魄を祭祀儀礼により再び結び付けるとき、人間は復活・再生する（＝救済される）とされる。そしてこの復活・再生のための祭祀儀礼は、子孫でないと行うことができないとされる。儒教においては、子孫がいなければ祭祀儀礼を行うことができず、先祖や自分が復活・再生することができないのである。儒教において、自分を救ってくれるのは、神や仏などの超越的存在ではなく、子孫なのである。故に儒教道徳においては、子が親より先に死ぬことは、祭祀を行う者がいなくなる意味でも、親や先祖に対する不孝なのであり、家（家系）を守り、子孫の血を絶やさぬことが、非常に重視される。儒教の創始者である孔子自身が、母親が祭祀儀礼（葬儀屋）を生業とする、生まれであった。
全体的側面としては、儒教（特に孔子）は、尭・舜という古代の聖王による、仁義や忠孝を重視した王道・徳治政治を理想としており、儒教の政治的・宗教的目的は、乱れた世を正し、聖王の治をこの世に再現する（聖王の治に回帰する）ことにある。こうして儒教は先祖を祀る祭祀儀礼を中核に道徳を整備し、徳化（教化）により連続的に、儒教道徳を修めた個人を始めとして、家や国や天下（全世界）が形成されることによって、平和(儒教道徳に基づく儒教的秩序による世界統一）が達成され、徳治が行われ、人民が幸福に暮らせるようになることで、全体が救済されるとするのである。また、天下が平和になれば、家系も戦乱などで途絶えることがなく、子孫によって祭祀儀礼が行われることによって、先祖や自分の救済も保障されるという、循環・補完の論理があるわけである。
故に儒教は個人救済型宗教であると同時に集団救済型宗教でもある。
また、他の宗教がそうであるように、儒教にも終末論がある。即ち、為政者（君主・皇帝）が（儒教道徳に基づく）徳を失い暴君となり、暴虐暴政を働くようになると、人民は苦しみ、世は乱れ、怪異や天変地異が起こるようになる。これが儒教における世界の終末である。すると、天（古代中国の世界観における超越的至高存在）は徳のある者を新たな為政者候補に選び（天命が革まる）、反乱が起こり、反乱軍は暴君を打倒し滅ぼして、反乱者が新たな為政者（君主・皇帝）となって新王朝を打ち立ることで、世は、平和と秩序を取り戻し、怪異や天変地異も治まり、新たに生まれ変わるのである。これ（終末論）は儒教におけるもう一つの救済論でもある。しかし、この新たな為政者（の子孫）も、やがて堕落し、暴君と為りて、新たな為政者が立つのである。このように儒教における歴史観（世界観）とは、「世界の堕落と再生」が永遠に繰り返される、「循環史観」なのである。

## 救済事業
救済を行う事業。国際連合パレスチナ難民救済事業機関 (UNRWA)のパレスチナ難民救済事業などがよく知られている。種類としては貧民救済事業、孤児救済事業、失業救済事業、各種被害者救済事業などがある。

### おもな例
- 難民への救済事業
- 護王神社 - 孤児救済事業
- 油須原線 - 政府が失業救済事業として
- ユース・ウィズ・ア・ミッション
- ハンセン氏病救済事業
- 救済土木事業
- 新梅田食道街 - 旧国鉄退職者に対する救済事業として
- 学生セツルメント - 大学生による貧民救済事業として始まった
- 森永ヒ素ミルク中毒事件被害者救済事業
- 公害被害者救済事業
- 救世軍難民支援事業（戦時難民救済事業等）
- 連合国救済復興機関救済事業
- 千葉県 習志野開拓や下志津開墾など
- 暴力追放青森県民会議暴力団員による不法行為の被害者に対する救済事業
- レスト・デュ・クール（"Restaurants du coeur") - 貧困者救済事業
- 弓張岳#軍用道路と高角砲台の建設野外コンサートホールに改修 -  炭鉱閉鎖が相次いだ昭和40年代初期に失業者救済事業の一つとして
- 大阪市営地下鉄建設工事 - 失業者救済事業としての一面が
- ドイツ強制的同一化 冬季救済事業（de）
- ホスピタル・ホスピタリティ・ハウス（ファミリーハウス）- 宿泊施設での救済事業

### 関連人物
- 施乾
- 井上友一 - 感化救済事業や地方改良運動などを推進
- ハンナ・リデル - 日本におけるハンセン氏病救済事業で知られる
- 光田健輔 - ハンセン病患者への救済事業に積極的に取り組んだ
- 綱脇龍妙 - ハンセン病患者救済事業の先覚者
- フィニーズ・ヴァローラム
- 高木仙右衛門 - 伝道士として赤痢患者の救護や孤児救済事業に尽力
- トマス・ハマーベリ - 中近東和平多国間協議での難民救済事業の仕事にも関係
- 朱慶瀾
- 許世英
- 和気清麻呂
- アンソニー・カリア
- 石井十次
- 鈴木正三 - 明治になって失業した武士の救済事業として考案された撃剣興行を主催人道
- タマラ・ド・レンピッカ - 戦争救済事業にも参加
- 大高善兵衛（社会教育家） - 1820-1893.農民・農民救済事業に貢献した。家々を回って嬰児教育をし、捨て子を多数養育した[1]。